# Quirino Díez del Blanco
Blahoslavený Quirino Díez del Blanco, řeholním jménem Gregorio (Řehoř) z La Maty (25. března 1889, La Mata de Monteagudo – 27. srpna 1936, Madrid), byl španělský římskokatolický kněz, řeholník Řádu menších bratří kapucínů a mučedník.

## Život
Narodil se 25. března 1889 v La Mata de Monteagudo jako syn Casto Díeze a Pauliny del Blanco. Pokřtěn byl 31. března.
Po základní škole začal v Morgoveju studovat u v nižším semináři latinu a humanitní vědy.
Vstoupil ke kapucínům v Basurto. Dne 8. září 1904 přijal hábit a jméno Gregorio. Dne 10. září 1905 složil své časné sliby a 25. října 1908 své sliby věčné. Dne 6. června 1914 byl po studiu teologie a filosofie vysvěcen na kněze. Poté se stal profesorem semináře v El Pardo (Madrid).
Dne 21. července 1936 napadli klášter milicionáři. Otec Gregorio se rozhodl utéct. Krátce na to byl zatčen a uvězněn. Poté byl znovu pro zdravotní stav propuštěn. Za krátkou dobu byl jako kněz znovu zatčen. Dne 27. srpna byl odveden do Altos del Hipódromo (jezdecké závodiště) a zde byl zastřelen.

## Proces blahořečení
Proces jeho blahořečení byl zahájen roku 1954 v arcidiecézi Madrid spolu s dalšími jedenatřiceti spolubratry kapucíny.
Dne 27. března 2013 uznal papež František jejich mučednictví. Blahořečeni byli 13. října 2013 ve skupině 522 španělských mučedníků.